# Clea
Clea är ett släkte sötvattenlevande snäckor med operculum i familjen valthornssnäckor (Buccinidae). Nästan samtliga övriga snäckor i familjen lever uteslutande i saltvatten.

## Utbredningsområde
Samtliga släktets arter förekommer i Asien.

## Födosök

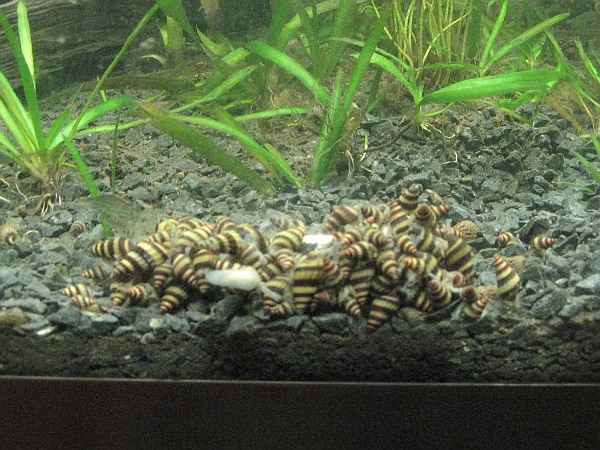
Ett stort antal Clea helena har samlats för att äta av en död fisk.

Liksom alla snäckor i kladen Neogastropoda är snäckor i släktet Clea köttätare. De jagar och livnär sig främst på andra snäckor men äter även andra blötdjur, och maskar. Clea kan aktivt jaga andra snäckor, men ofta gräver de ner sig i bottensedimentet där de lägger sig i bakhåll för andra snäckor, som de sedan attackerar. Är tillgången på levande byten dålig äter de dessutom as, exempelvis döda fiskar. Som många andra snäckor har de en sifon vilken fungerar ungefär som en sorts snabel, och med vars hjälp snäckan pumpar vatten över gälarna. Hos Clea är sifonen vidareutvecklad, och används också för att lokalisera och döda bytesdjur med.

## Arter
Släktet omfattar följande arter:
- Clea bangueyensis Smith, 1895
- Clea bocki Brot, 1881
- Clea bocourti (Brot, 1876)[källa behövs]
- Clea cambojiensis (Reeve, 1861)
- Clea fusca (H. Adams, 1862)
- Clea helena (Meder in Philippi, 1847)
- Clea hidalgoi (Crosse, 1886)
- Clea jullieni (Deshayes in Deshayes & Jullien, 1876)
- Clea nigricans A. Adams, 1855
- Clea scalarina (Deshayes in Deshayes & Jullien, 1876)
- Clea spinosa Temcharoen, 1971
- Clea wykoffi Brandt, 1974